# Vancouver Canucks
Els Vancouver Canucks són un equip professional d'hoquei sobre gel canadenc de la ciutat de Vancouver (Columbia Britànica). Juga a la National Hockey League a la Divisió Nord-oest de la Conferència Oest.
L'equip té la seu al pavelló General Motors Place i juga amb jersei i pantalons blaus a casa, i a fora amb jersei blanc i pantalons blaus, i sempre amb franges verdes.

## Història
L'equip fou fundat l'any 1945 com a equip aficionat, després va passar per dues lligues menors i finalment va ingressar a la National Hockey League el 1970. Canuck és un terme col·loquial emprat per referir-se a qualsevol persona natural del Canadà.

## Palmarès
- Campionats de Conferència (2): 1981–82, 1993–94
- Campionats de Divisió (6):  1974–75, 1991–92, 1992–93, 2003–04, 2006–07, 2008–09